# Република Прекмурје
Република Прекмурје или Мурска Република (прекомурски Respublika Slovenska okroglina, мађ. Vendvidéki Köztársaság, Muravidéki Köztársaság или Mura Köztársaság) била је краткотрајна држава прекомурских Словенаца у Прекомурју. Република је проглашена 29. маја 1919. у Мурској Соботи. Вођа овог покрета је био Вилмош Ткалец, школски директор и кантор из Чреншоваца код Лендаве.
Вилмош Ткалец је био социјалистички ратни продавац у Мурској Соботи, али није био комуниста. Године 1919. мађарски комунисти су 21. марта 1919. у Будимпешти прогласили Мађарску совјетску републику, међутим, прекомурски Словенци се нису прикључили комунистичком покрету Беле Куна.
Ткалец је са неколицином блиских пријатеља 29. маја прокламовао Републику Прекмурје. Међутим, овој новонасталој републици се прикључило тек неколико места, а Ткалеца је потпомагао само један анти-комунистички мађарски пук. Током јула 1919. мађарска црвена армија је окупирала Прекомурје, а Вилмош Ткалец је морао да избегне у Аустрију, пошто становништво није било вољно да се бори против Мађара. Године 1920. српско-хрватско-словеначка армија је успоставила контролу над словеначким Прекомурјем.
Ткалец је касније побегао у Мађарску, у место Нађкарачоњ поред Дунава, где је радио као учитељ и мађарски државни службеник.